# Ectemnia reclusa
Ectemnia reclusa är en tvåvingeart som beskrevs av Dudley Moulton och Adler 1997. Ectemnia reclusa ingår i släktet Ectemnia och familjen knott. Inga underarter finns listade i Catalogue of Life.